# Riserva naturale regionale Sentina
(Sito ufficiale della Riserva)
La riserva naturale regionale Sentina è un'area naturale protetta situata alla foce del fiume Tronto all'interno del comune di San Benedetto del Tronto, in provincia di Ascoli Piceno e istituita con delibera regionale n. 156 del 14 dicembre 2004 .
La Sentina è inserita nel Progetto Natura 2000 come ZPS (Zona di Protezione Speciale) e SIC (Sito di Interesse Comunitario), ex DGR n. 1709/1997 e n. 1701/2000 (Regione Marche); oltre che IBA (Important Birds Area) cod. 087 (criterio C6),

## Territorio

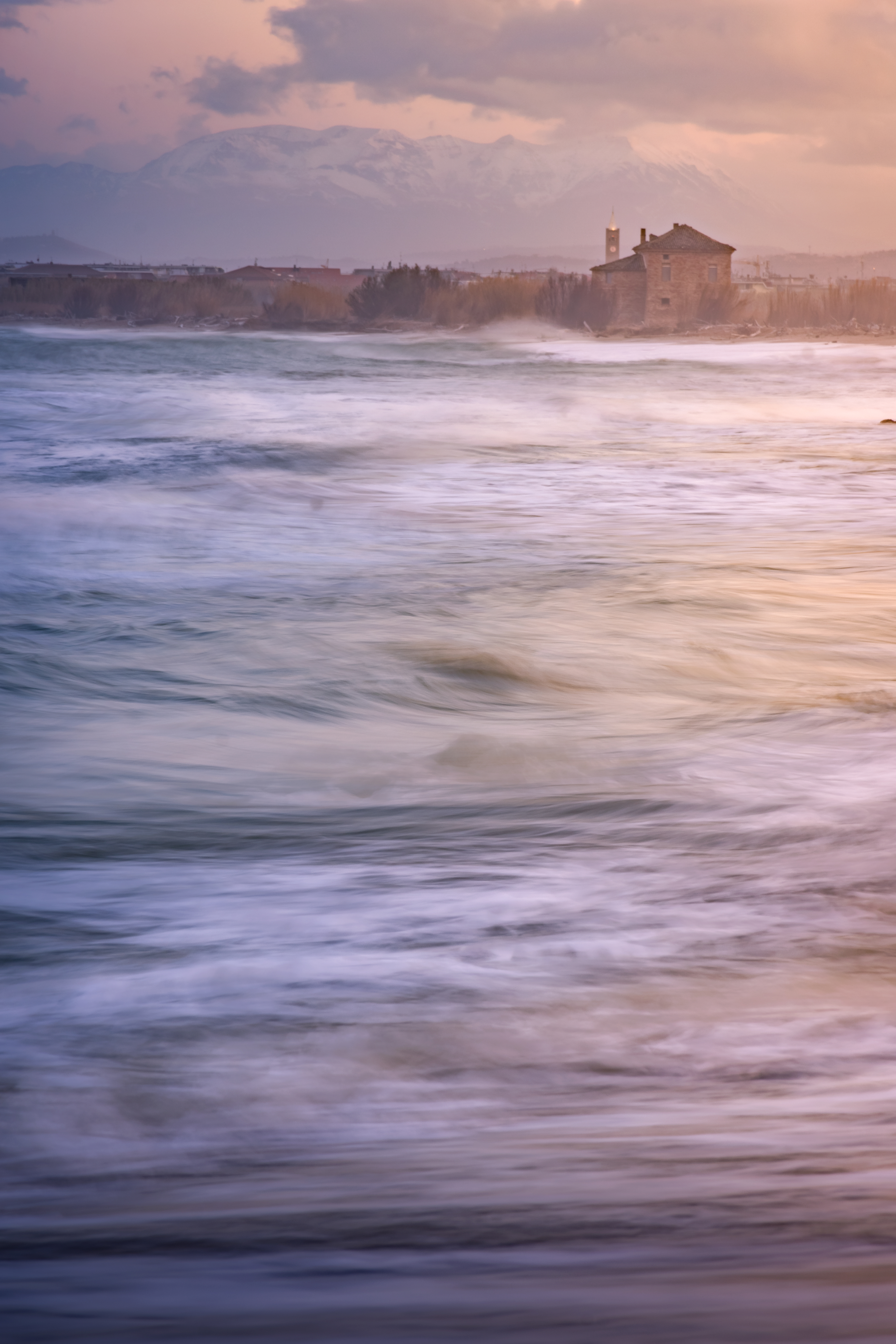
Tramonto nella riserva. Sullo sfondo la Torre del porto e la Maiella.

È situata a nord della foce del fiume Tronto, è una palude salmastra che occupa un'area di 177,5 ettari nella quale sono presenti solo pochissimi edifici rurali e che, nonostante qualche zona coltivata e nonostante i tentativi di bonifica integrali effettuati nel passato, presenta una zona umida di grandissima importanza a livello biologico e aviofaunistico. È indicata come una delle ultime zone umide per la migrazione dell'avifauna, presente tra la foce del Po e il Gargano ed è uno dei rarissimi tratti di spiaggia sabbiosa con retroterra non edificato di tutto l'Adriatico. È ricca di specie vegetali e animali a rischio o sempre più rare sul suolo italiano, e la sua importanza in ottica ambientalista è sempre crescente data la continua antropizzazione di tutte le zone costiere sia delle Marche che del confinante Abruzzo.

## Edifici

### Torre del porto
Edificio del 1543 edificato come torre d'avvistamento, si trova all'interno dell'area protetta dalla riserva.(42.903371°N 13.909608°E)

## Aree umide
- Laghetto di Salicornia  —  situato nei pressi della Torre sul Porto accoglie varie postazioni di altane di avvistamento per l'osservazione degli uccelli.(42.903928°N 13.908369°E)
- Laghetto del Cavaliere d'Italia  —  denominato per via nel quale trova ristoro il cavalieri d'Italia e tante altre specie di selvaggina. Nel laghetto vi sono diversi postazioni per l'osservazione degli uccelli.(42.896888°N 13.912408°E)

## Percorsi ciclopedonali

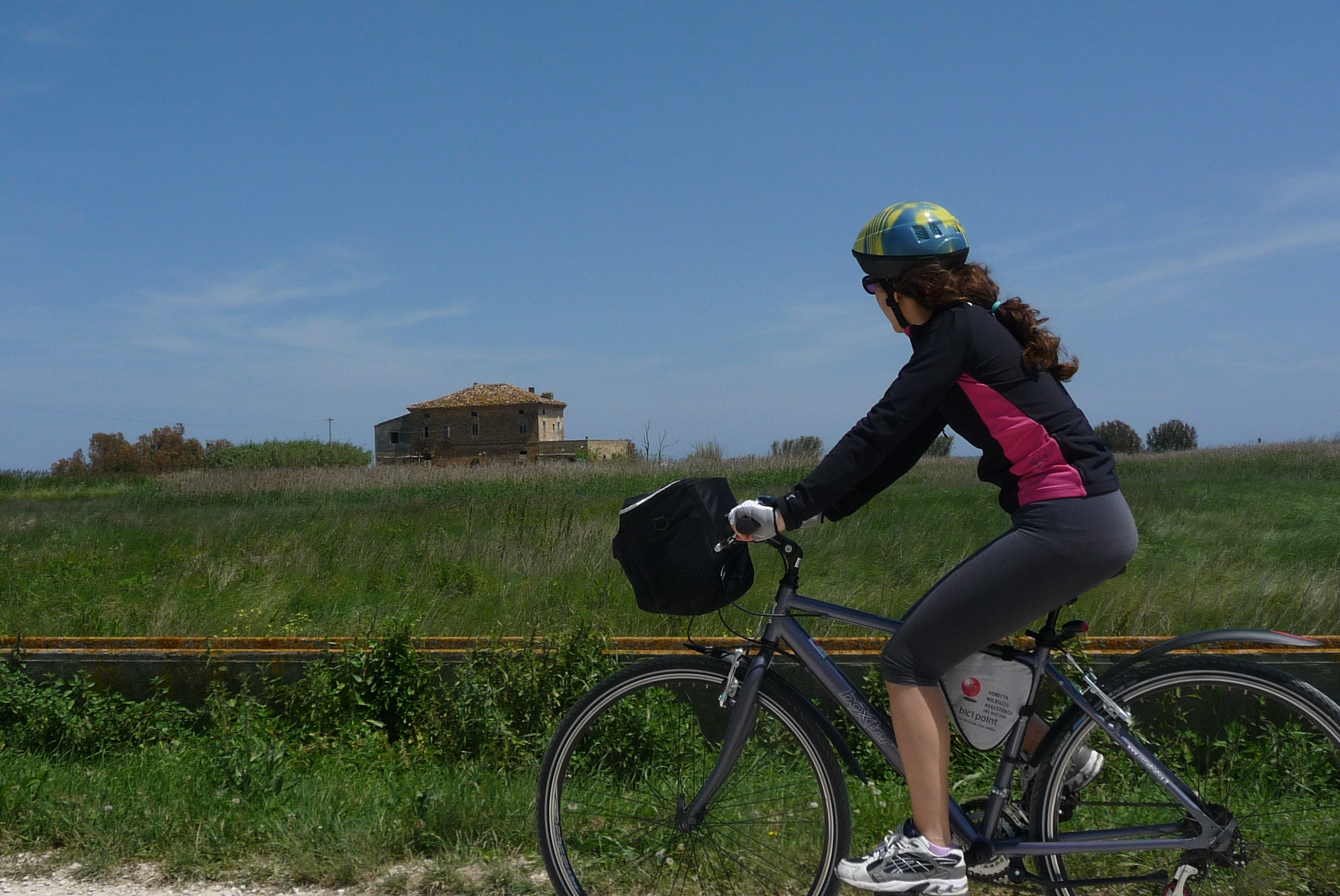
In bici nella Riserva della Sentina

Nella riserva è presente anche una rete di percorsi ciclopedonali. 
Questo territorio si trova sul crocevia tra la ciclovia Adriatica che costeggia la sponda italiana dell'Adriatico, e la ciclovia Salaria che qui ha inizio per poi dirigersi verso Roma e la sponda del Tirreno.

### Sentieri
- Sentiero del Cavatone  —  prende il nome dal fossato "Cavatone" che determina il confine nord della riserva.(42.908382°N 13.903957°E)
- Sentiero Antica Sentina  —  prende il nome dal tratto di strada che attraversa quella che era l'antica palude dal quale ne denomina la riserva.(42.906905°N 13.906059°E)
- Sentiero di Strëchì  —  prende il nome dalla famiglia Cipolloni in arte trëchì che abitava la Torre sul Porto. Il percorso ripercorre l'antico confine dei marchesi Laureati a nord e dei marchesi Sgariglia a sud.(42.904555°N 13.908205°E)
- Strada per Olivo e Sina  —  prende il nome dagli ultimi abitanti della Torre sul Porto.(42.903251°N 13.90872°E)
- Sentiero del Palazzo  —  prende il nome a quello che nel Novecento era il centro della contrada, un grande caseggiato dei marchesi Sgariglia che prese il nome di "Palazzo" per le generose dimensioni.(42.899447°N 13.910694°E)
- Sentiero della Pantiera  —  prende il nome da quello che era un vasto specchio d'acqua salmastra nel quale trovavano ristoro varie specie di fauna fra cui anatre, capoverdi, pavoncelle e cavalieri d'Italia. Nel percorso ci sono postazioni per l'osservazione degli uccelli.(42.896397°N 13.911059°E)
- Sentiero della foce  —  adiacente alla foce del fiume Tronto del quale ne prende il nome.(42.895548°N 13.91269°E)
- Sentiero di Ndòndò  —  prende il nome da un casolare che ospitò la famiglia Cervellini in arte Ndòndò di Magnacascë. In questo tratto passerà la pista ciclabile che attraverso il ponte sul fiume Tronto, in fase di progettazione, unirà le regioni Marche e Abruzzo.(42.896382°N 13.903742°E)

## Flora
la Riserva Sentina rappresenta ancora un'area molto importante per la presenza di specie rare lungo la costa adriatica.
Elenco delle specie vegetali presenti nella Riserva:
Vegetazione dunale
- Ammofila arenaria
- Finocchio litorale spinoso

Vegetazione dei terreni salati retrodunali
- Atriplex

Vegetazione delle zone umide
- Ruppia maritima
- Scirpus compactus
- Phragmites australis
- Salice rosso
- Pioppo bianco

Vegetazione dei coltivati abbandonati
- Gramigna comune
- Liquirizia

## Fauna

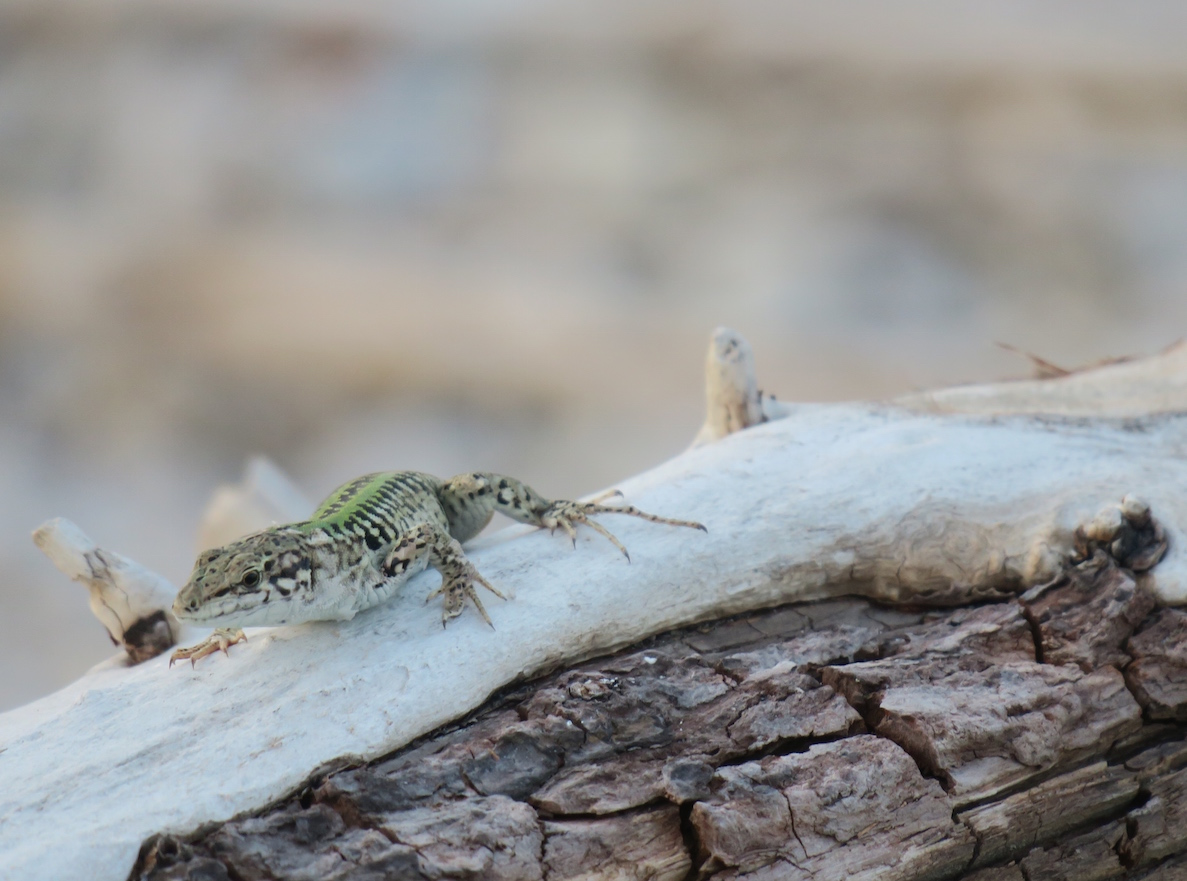
Lucertola campestre

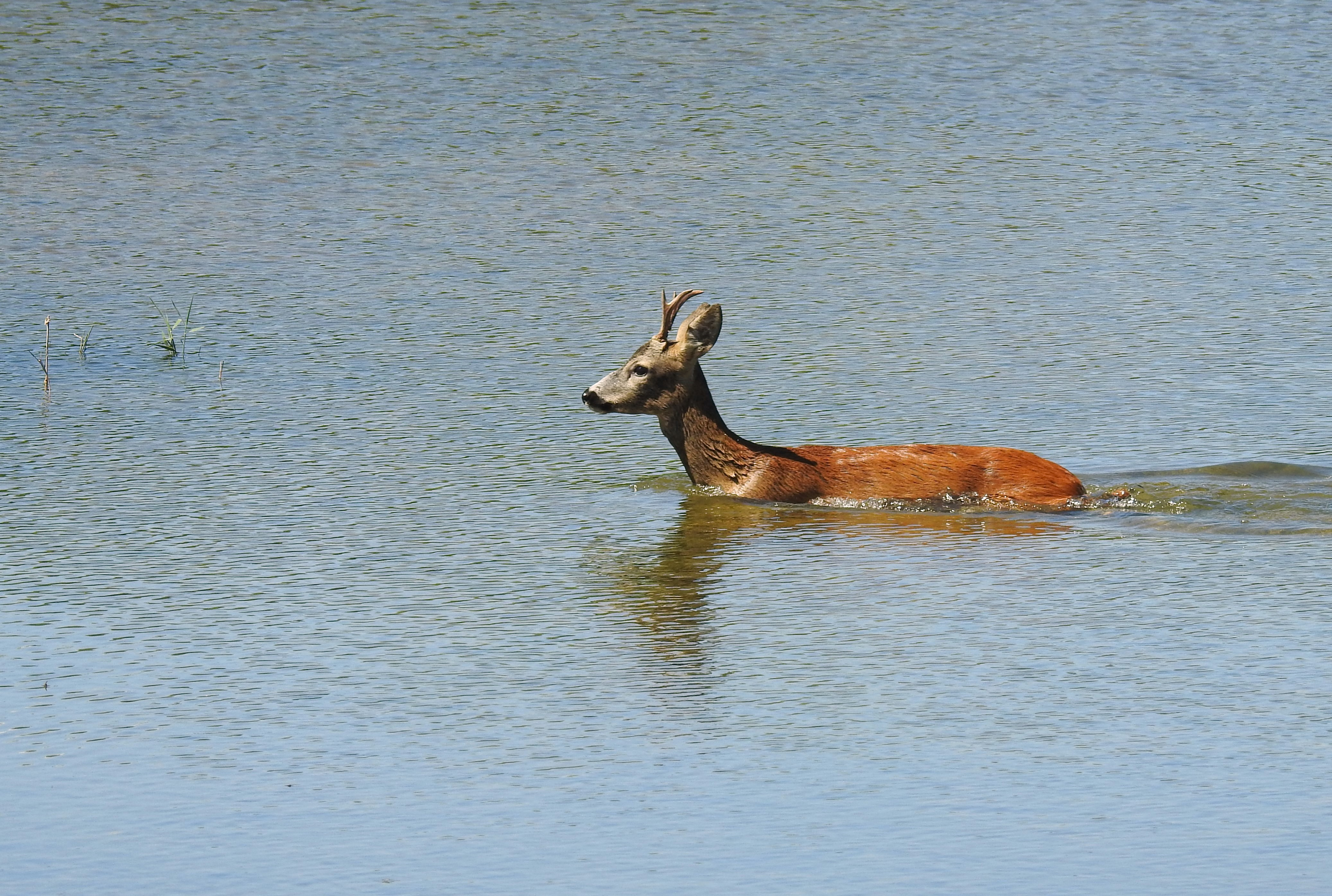
Capriolo

La Riserva naturale della Sentina è un'area di estrema importanza lungo la costa Adriatica. Nella riserva l'avifauna è presente con numerose specie di volatili, stanziali e migratori. La presenza dei mammiferi nella riserva non è molto elevato, a causa della forte pressione antropica e dell'isolamento ecologico dell'area. Nella Riserva Sentina sono presenti 4 specie di anfibi e 7 specie di rettili. 
Elenco delle specie animali presenti nella Riserva:
Gli uccelli
- Fenicottero rosa
- Cavaliere d'Italia
- Fratino
- Martin Pescatore
- Folaga
- Gru
- Garzetta
- Pavoncella
- Falco di Palude
- Calandrella

I mammiferi
- Vespertilio maggiore
- Vespertilio di Daubenton
- Riccio
- Talpa
- Crocidura
- Nutria
- Donnola
- Faina
- Arvicola
- Capriolo

Gli anfibi e i rettili
- Rospo smeraldino
- Tartaruga caretta
- Lucertola campestre

## Galleria d'immagini

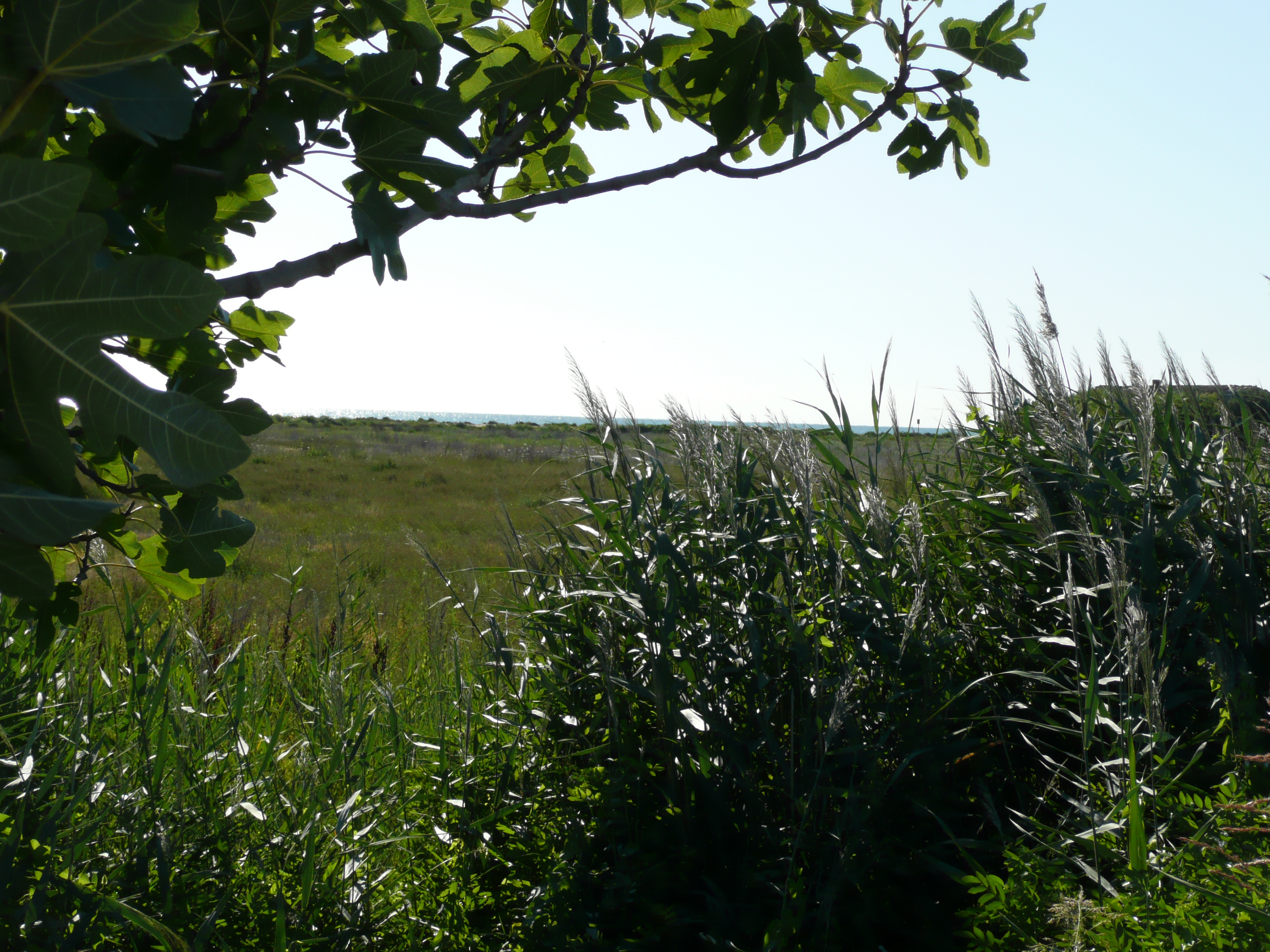
Sentina d'estate
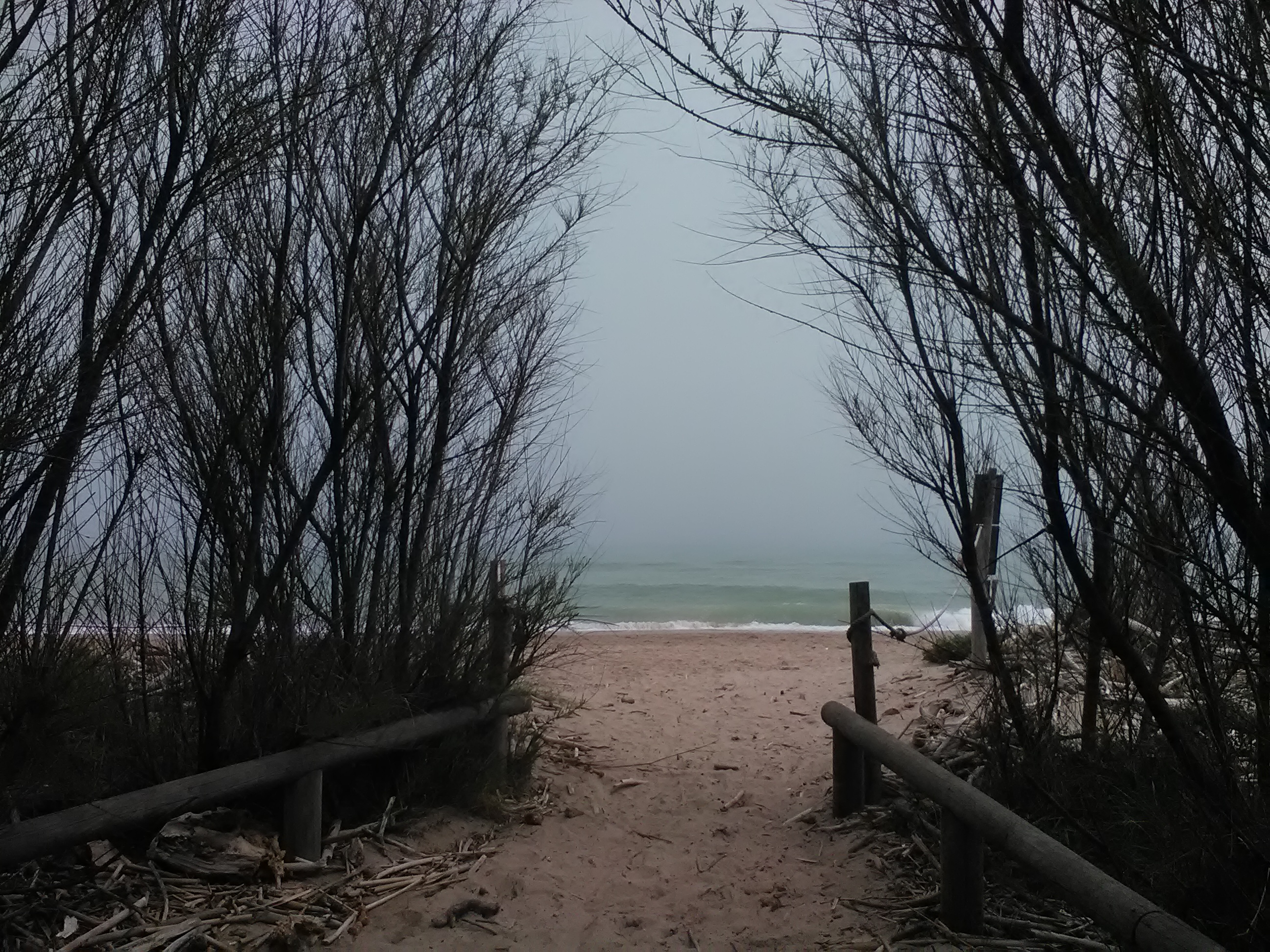
Ingresso in spiaggia
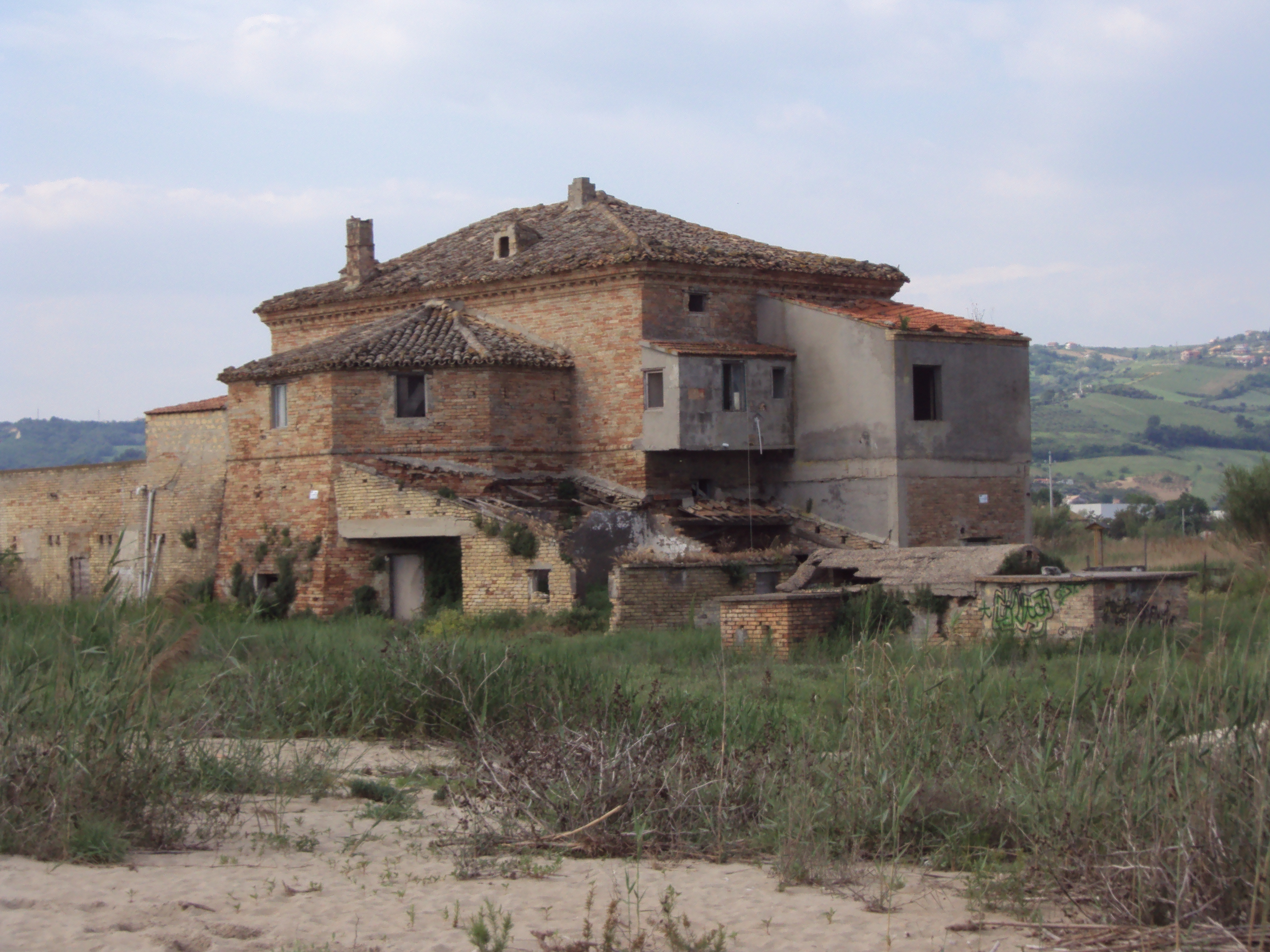
"Torre sul Porto" - Sentina
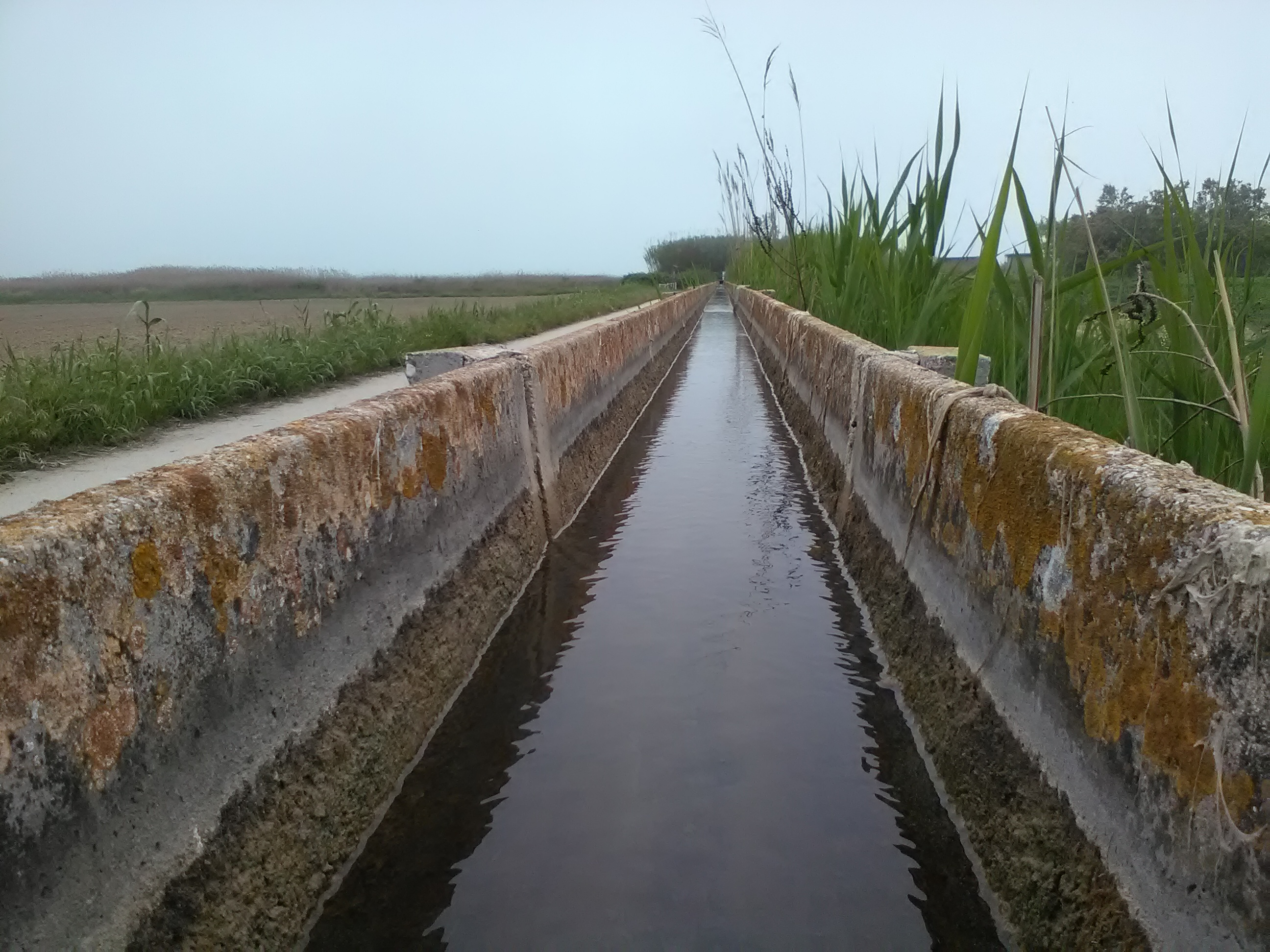
Sistema di condutture di irrigazione
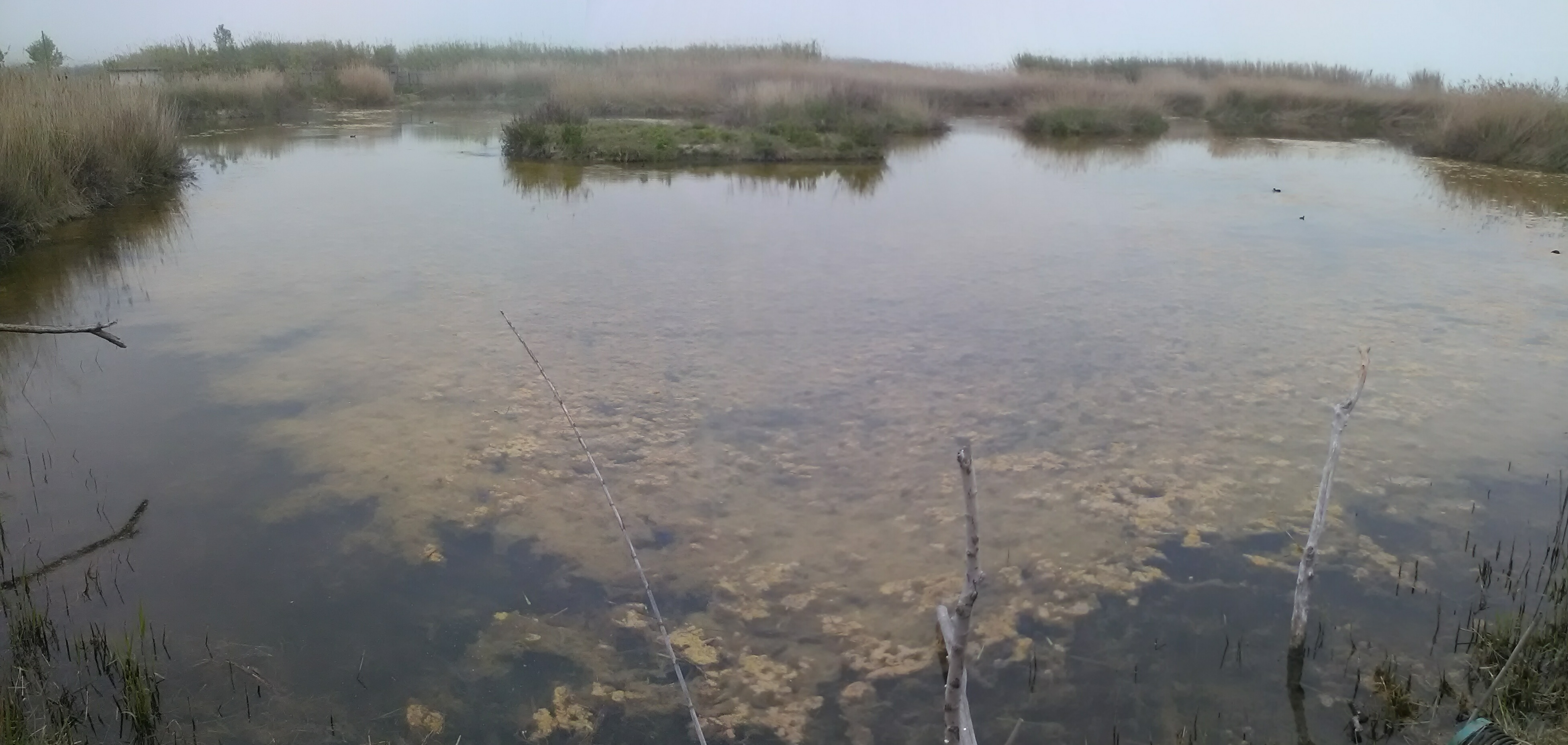
Palude salmastra
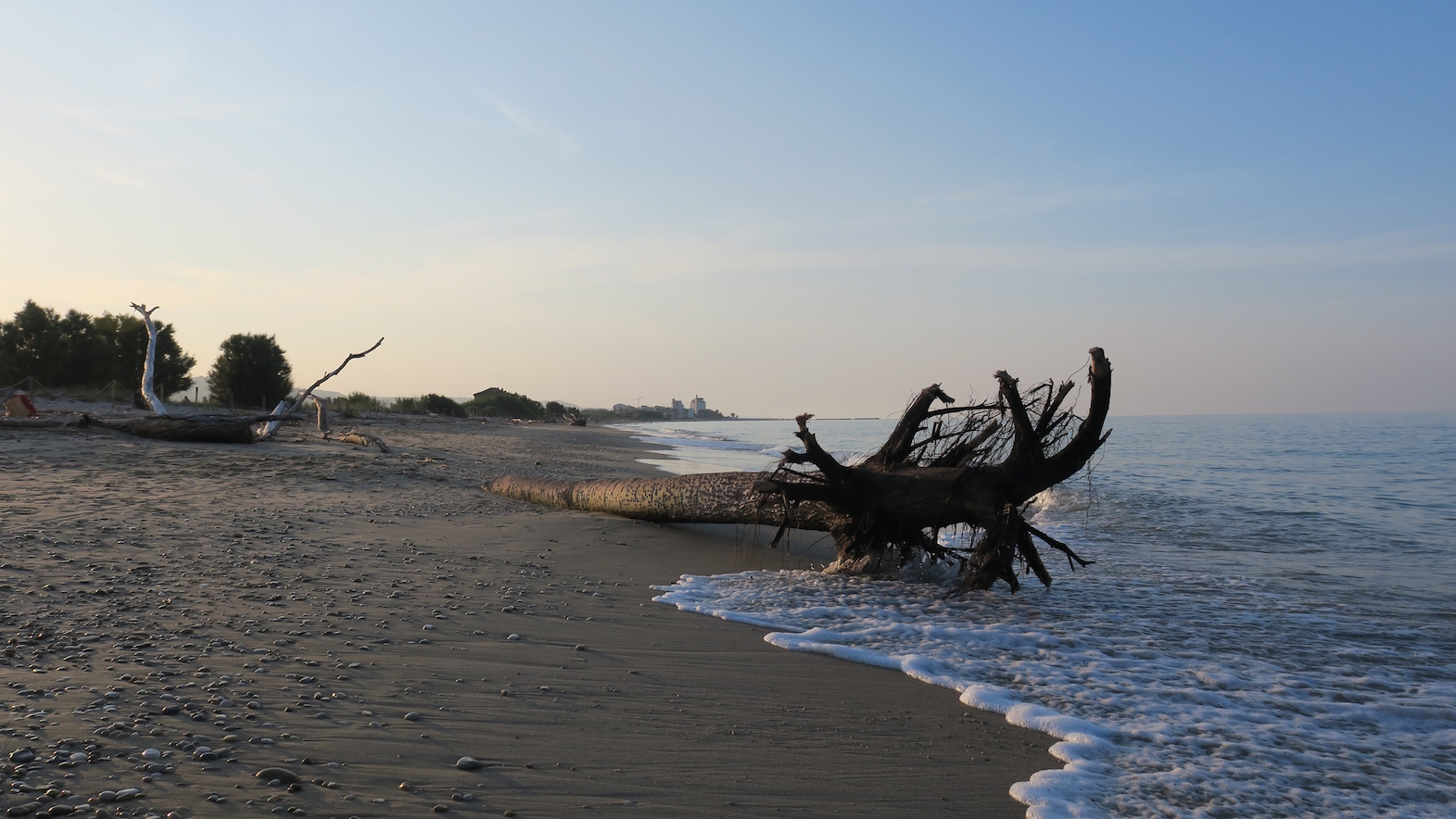
La battigia